# Friedrich Neznansky
Œuvres principales
Une disparition de haute importance
Friedrich Ievseïevitch Neznansky (en russe : Фри́дрих Евсе́евич Незна́нский), né le 27 septembre 1932 à Jouravitchi dans la voblast de Homiel, alors en RSS de Biélorussie, et décédé le 13 février 2013, à Garmisch-Partenkirchen, en Allemagne, est un écrivain soviétique naturalisé allemand, auteur de littérature policière,.

## Biographie
Après des études en droit, il est enquêteur judiciaire dans le kraï de Krasnodar, puis, exerce la profession d'avocat à Moscou. Il mène des enquêtes pour le procureur général de Moscou pendant une quinzaine d'années.
Dans les années 1960, il commence à publier récits et feuilletons dans les périodiques comme le Troud et Komsomolskaïa Pravda.
Il émigre aux États-Unis en 1977, puis s'installe en Allemagne en 1985, pays dont il adopte la nationalité. Ses premiers romans Journaliste pour Brejnev ou Jeux mortels (1981) et Place rouge (1983) sont coécrits avec Edouard Topol,.
Ses livres, traduites en plusieurs langues, paraissent en Russie seulement à l'époque de perestroïka. Les romans policiers et autres fictions de Neznansky s'attachent à présenter les réalités contemporaines de la société russe.
Ses œuvres sont adaptées à la télévision dans les films Le Carré noir (1992), Marche de Touretski (2002) et Place rouge (2004).

## Œuvres
Liste partielle
- Iz zapisok byvshego sovetskogo sledovatelia: Lekarstvo ot tiurmy (From the Notebook of a Former Soviet Investigator: Medecine against Prison), Novoe Russkoe Slovo, Avril 1978[8]

### Romans
- Krasnaia plochtchad (1982), écrit en collaboration avec Èduard Haimovic Topol Publié en français sous le titre Une place vraiment rouge, Paris, Robert Laffont, coll. « Best-sellers », 1983  (ISBN 2-221-01172-4) ; réédition, Paris, LGF, coll. « Le Livre de poche » no 7550  (ISBN 2-253-05222-1)
- Jurnalist dlia Brejneva ili Smertel:':nye igry (1982), écrit en collaboration avec Èduard Haimovic Topol Publié en français sous le titre Une disparition de haute importance, Paris, Robert Laffont, coll. « Best-sellers », 1983  (ISBN 2-221-00880-4) ; réédition, Paris, LGF, coll. « Le Livre de poche » no 7490  (ISBN 2-253-03624-2)
- Opératsia Faust (1987) Publié en français sous le titre Opération Faust, Paris, Denoël, 1988  (ISBN 2-207-23479-7)